# Misha Keylin
Misha Keylin (São Petersburgo, 1970) é um violinista norte-americano de origem russa.
Desde a sua estreia no Carnegie Hall, aos 11 anos de idade, o violinista Misha Keylin ganhou aclamação da crítica. Keylin se apresentou como solista com orquestras em diversos locais importantes em todo o mundo, abrangendo mais de quarenta países dos cinco continentes.
Keylin já recebeu diversos prêmios (incluindo "Escolha da Crítica", de The New York Times, Gramophone e The Strad) para sua série de CD completa dos sete xoncertos para violino de Henry Vieuxtemps. Foram vendidos mais de 90000 cópias.
Nascido em 1970, Misha Keylin começou seus estudos musicais com sua mãe em São Petersburgo, Rússia. Ele imigrou para os Estados Unidos aos nove anos e foi imediatamente aceito como aluno de Dorothy DeLay, na Juilliard School. Keylin passou a ser distinguido com os prêmios mais importantes no Hannover, Paganini, Sarasate e Viña del Mar. Atualmente reside em Nova York e executa em um violino feito por Antonio Gagliano em 1831.